# Wael Ghonim

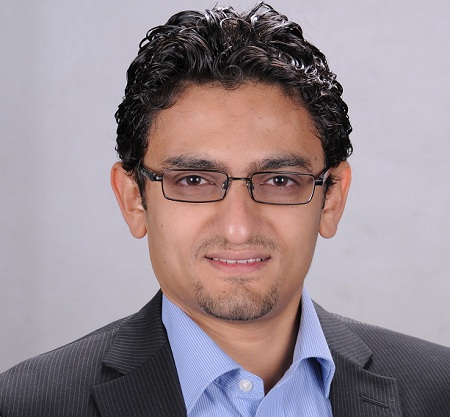
Wael Ghonim

Wael Said Abbas Ghonim (Arabisch: وائل سعيد عباس غنيم)  (Caïro, 23 december 1980) is een Egyptisch internetactivist en ICT-ingenieur. Hij werd als symboolfiguur van de Egyptische Revolutie door TIME gerekend tot de 100 meest invloedrijke mensen van 2011.

## Levensloop
Ghonim werd geboren in een middenklassengezin in Caïro, maar groeide op in de Verenigde Arabische Emiraten. Hij behaalde een graad in de informatica aan de Universiteit van Caïro en een MBA in marketing en financiën aan de Amerikaanse Universiteit in Caïro. Hij was oprichter en manager van websites. In november 2008 werd hij marketingmanager voor Google Midden-Oosten en Noord-Afrika, werkzaam in Egypte. Sinds januari 2010 is hij hoofd marketing voor Google Midden-Oosten en Noord-Afrika, werkzaam in Dubai Internet City in Dubai.

## Internetactivisme
In juni 2010 richtte hij onder het pseudoniem El Shaheed (de martelaar) een Facebookpagina op ter nagedachtenis aan Khaled Saïd, een blogger die onder verdachte omstandigheden stierf nadat hij gearresteerd werd door de politie. Volgens ooggetuigen werd Saïd op straat door agenten doodgeslagen. Na het succes van de Jasmijnrevolutie riep de pagina We are all Khaled Said op tot een demonstratie op 25 januari 2011 op het Tahrirplein. Ghonim nam verlof, verliet zijn woonplaats Dubai en keerde terug naar Egypte. Enkele dagen daarna werd hij door zijn familie als vermist opgegeven. Hij bleek op 27 januari te zijn gearresteerd en werd op 7 februari vrijgelaten nadat onder meer Amnesty International en Google om zijn vrijlating hadden verzocht. Diezelfde dag gaf hij een geëmotioneerd interview in het programma van Mona El-Shazly op het Egyptische televisiekanaal Dream TV. Hij liep huilend het zicht van de camera's uit toen foto's getoond werden van slachtoffers die vielen tijdens zijn detentie. Op 9 februari sprak hij de demonstranten op het Tahrirplein toe. Van een heldenstatus wilde hij echter niets weten. Volgens hem zijn de gevallen slachtoffers en de volhoudende demonstranten de echte helden.